# Scymnus bulangicus
Scymnus bulangicus  (лат.) — вид божьих коровок рода Scymnus из подсемейства Scymninae (Coccinellidae). Юго-Восточная Азия.

## Распространение
Южный Китай (провинция Юньнань: Bulong Natural Reserve и Mengpeng Farm).

## Описание
Мелкие жуки длиной от 1,71 до 1,80 мм (ширина 1,17–1,26), овальной выпуклой формы. Основная окраска пронотума желтовато-коричневая, ног, усиков и головы желтая, надкрылья чёрные (у вершины желтовато-коричневые). Сходен с видом Scymnus praecisus Chen et Ren, 2015, отличаясь особенностями строения гениталий самцов. 
Усики 11-члениковые, булава из 3 сегментов. Голова, лабрум и клипеус поперечные. Усики прикрепляются перед линией глаз. Нижнегубные щупики 3-члениковые. Скутеллюм мелкий, треугольный. Надкрылья в основании шире пронотума, с нерегулярной пунктировкой. Голени без вершинных шпор. Лапки 4-члениковые. Брюшко с шестью вентритами. 
Вид был впервые описан в 2015 году китайскими энтомологами С. Ченом (Xiaosheng Chen) и Ш. Реном (Shunxiang Ren) (Engineering Research Center of Biological Control, Ministry of Education; College of Natural Resources and Environment, Южно-китайский сельскохозяйственный университет, Гуанчжоу, Китай). Видовое название S. bulangicus дано по имени места обнаружения типовой серии: горы Bulang Mountains в национальном парке Bulong Natural Reserve (Yunnan).